# Szermierka na Letnich Igrzyskach Olimpijskich 1936
Szermierka na XI Letnich Igrzyskach Olimpijskich w Berlinie była rozgrywana w dniach 2-15 sierpnia 1936 roku. Zawody odbywały się na dwóch arenach: Sportforum i Haus des Deutschen Sports.

## Klasyfikacja medalowa
| Lp. | Państwo | złoto | srebro | brąz | Razem |
| --- | ------- | ----- | ------ | ---- | ----- |
| 1   | Włochy  | 4     | 3      | 2    | 9     |
| 2   | Węgry   | 3     | 0      | 1    | 4     |
| 3   | Francja | 0     | 2      | 1    | 3     |
| 4   | Niemcy  | 0     | 1      | 2    | 3     |
| 4   | Szwecja | 0     | 1      | 0    | 1     |
| 6   | Austria | 0     | 0      | 1    | 1     |

## Medaliści

### Mężczyźni
| Złoto | Srebro | Brąz |
| Floret (ind., druż.) | | |
| Giulio Gaudini | Édward Gardère                                                                                            | Giorgio Bocchino                                                                                             |
| Włochy Giorgio Bocchino · Manlio Di Rosa · Ciro Verratti · Giulio Gaudini · Gioacchino Guaragna · Gustavo Marzi                 | Francja Édward Gardère · André Gardère · Jacques Coutrot · René Bougnol · René Bondoux · René Lemoine     | III Rzesza Siegfried Lerdon · August Heim · Erwin Casmir · Julius Eisenecker · Stefan Rosenbauer · Otto Adam |
| Szpada (ind., druż.) | | |
| Franco Riccardi | Saverio Ragno                                                                                             | Giancarlo Cornaggia-Medici                                                                                   |
| Włochy Alfredo Pezzana · Edoardo Mangiarotti · Saverio Ragno · Giancarlo Cornaggia-Medici · Giancarlo Brusati · Franco Riccardi | Szwecja Hans Drakenberg · Hans Granfelt · Gustaf Dyrssen · Gustav Almgren · Birger Cederin · Sven Thofelt | Francja Henri Dulieux · Philippe Cattiau · Georges Buchard · Paul Wormser · Michel Pécheux · Bernard Schmetz |
| Szabla (ind., druż.) | | |
| Endre Kabos | Gustavo Marzi                                                                                             | Aladár Gerevich                                                                                              |
| Węgry Pál Kovács · Tibor Berczelly · Imre Rajczy · Aladár Gerevich · Endre Kabos · László Rajcsányi                             | Włochy Vincenzo Pinton · Aldo Masciotta · Athos Tanzini · Aldo Montano · Gustavo Marzi · Giulio Gaudini   | III Rzesza Hans-Georg Jörger · Julius Eisenecker · August Heim · Erwin Casmir · Richard Wahl · Hans Esser    |

### Kobiety
| Złoto         | Srebro       | Brąz        |
| Floret (ind.) |              |             |
| Ilona Elek    | Helene Mayer | Ellen Preis |

## Uczestnicy
W zawodach udział wzięło 311 szermierzy z 29 krajów:

- Argentyna (11)
- Austria (15)
- Belgia (20)
- Brazylia (6)
- Bułgaria (1)
- Kanada (8)
- Chile (7)
- Kostaryka (1)
- Czechosłowacja (13)
- Dania (9)
- Królestwo Egiptu (6)
- Francja (19)
- Niemcy (1)
- Wielka Brytania (18)
- Grecja (8)
- Węgry (19)
- Włochy (16)
- Meksyk (2)
- Holandia (11)
- Norwegia (5)
- Polska (11)
- Portugalia (5)
- Rumunia (7)
- Szwecja (13)
- Szwajcaria (18)
- Turcja (7)
- Stany Zjednoczone (22)
- Urugwaj (5)
- Królestwo SHS (12)